# Giải Tucholsky
Giải Tucholsky (tiếng Thụy Điển: Tucholskypriset) là một giải thưởng văn học của Svenska PEN (Trung tâm PEN Thụy Điển) được trao hàng năm cho các nhà văn hoặc người xuất bản bị bách hại, bị đe dọa hoặc phải sống lưu vong ở nước ngoài. Giải này được thành lập năm 1985 để tưởng niệm Kurt Tucholsky, nhà văn, nhà báo người Đức gốc Do Thái sống lưu vong ở Thụy Điển từ năm 1930 tới cuối đời. Khoản tiền thưởng của giải là 150.000 krona Thụy Điển.

## Các người đoạt giải
Dưới đây là danh sách những người đoạt giải
- 1985 Adam Zagajewski, Ba Lan
- 1986 Không trao giải
- 1987 Don Mattera, Nam Phi
- 1988 Sherko Bekes, Iraq/Kurdistan
- 1989 Augusto Roa Bastos, Paraguay/Pháp
- 1990 Bei Dao, Trung Quốc
- 1991 Nuruddin Farah, Somalia/Anh
- 1992 Salman Rushdie, Ấn Độ/Anh
- 1993 Mirko Kovac, Nam Tư/Croatia/Serbia
- 1994 Taslima Nasrin, Bangladesh
- 1995 Sjirali Nurmuradov, Turkmenistan
- 1996 Svetlana Aleksijevitj, Belarus
- 1997 Faraj Sarkoohi, Iran
- 1998 Vincent P. Magombe, Uganda
- 1999 Flora Brovina, Kosovo
- 2000 Salim Barakat, Syria/Kurdistan
- 2001 Asiye Güzel Zeybek, Thổ Nhĩ Kỳ
- 2002 Rajko Djuric, Serbia
- 2003 Jun Feng, Trung Quốc
- 2004 Yvonne Vera, Zimbabwe
- 2005 Samir El-Youssef, Palestine
- 2006 Nasser Zarafshan, Iran
- 2007 Faraj Bayrakdar, Syria
- 2008 Lydia Cacho, México
- 2009 Dawit Isaak, Thụy Điển/Eritrea
- 2010 Abdul Samay Hamed, Afghanistan
- 2011 Uladzimir Njakljajeu (Vladimir Neklajev), Belarus
- 2012 Samar Yazbek, Syria
- 2013 Masha Gessen, Nga
- 2014 Muharrem Erbey, Thổ Nhĩ Kỳ/Kurd